# Матакевич, Максимилиан
Максимилиан Август Антоний Матакевич (пол. Maksymilian Matakiewicz; 27 июня 1875, Неполомице, Австро-Венгрия — 3 февраля 1940, Львов, УССР) — польский учёный, инженер-гидротехник, педагог, доктор наук, профессор и ректор Львовской Высшей политехнической школы в 1919—1920 годах (ныне Национальный университет «Львовская политехника»). Государственный деятель. Министр общественных работ Польши (1929—1930).

## Биография
Племянник Антони Матакевича (1784—1844), философа, юриста, ректора Ягеллонского университета.
В 1893 году окончил реальную гимназию в Кракове. Выпускник инженерного отдела Львовской Высшей политехнической школы 1900 года.
В 1899—1900 годах работал ассистентом водного строительства, в 1900—1901 годах — сотрудник отдела регулирования рек Тарнавской округа, в 1901—1903 годах — в Краевом гидрографическом отделе во Львове, впоследствии руководил строительством порта на Висле в Надбрежу.
С 1905 года читал лекции во львовской Политехнике, в 1907—1909 — профессор, заведующий кафедрой водного строительства Политехники, в 1909—1913 годах — декан гидротехнического отделения.
В 1924—1928 и 1936—1940 учебных годах возглавлял библиотеку Львовской политехники, много сделал для завершения строительства нового корпуса Библиотеки Львовской политехники.
Участник битвы за Львов в 1918 году во время польско-украинской войны.
В 1919—1920 годах — ректор Львовской Политехники. Тогда же, редактировал журнал «Czasopismo Techniczne» .
В 1921—1930 годах — член Львовского городского совета, в 1927—1928 годах — заместитель комиссара правительства города Львова, в 1929—1930 годах — министр общественных работ в правительстве К. Бартеля и В. Славека.
Член многих научных обществ, в том числе, Варшавского научного общества, Польского политехнического общества и Научного общества во Львове.
Один из основателей Академии технических наук в Варшаве, в 1930—1933 годах — её президент. Член Технического совета при министерстве коммуникаций.
Автор 61 научной работы и 7 учебников.
Похоронен на Лычаковском кладбище во Львове.

## Избранные труды
- Budownictwo wodne. Lwów 1911
- Zasady budowy wodociągów, Lwów 1914 (в соавт.)
- Drogi wodne w Polsce, Warszawa 1917
- Budowa jazów, Lwów 1920
- Regulacja rzek, Lwów-Warszawa 1921
- Światowe drogi wodne a regulacja Wisły. Lwów-Warszawa 1921
- Żegluga śródziemna i budowa dróg wodnych, Warszawa 1931
- Zasady wyzyskiwania sił wodnych, pomiary i obliczenia wodne, Lwów 1936 (в соавт.)